# Инфинити
Вижте пояснителната страница за други значения на Инфинити.
„Инфинити“ (Infiniti) е хонконгско автомобилостроително предприятие със седалище в Уан Чай, подразделение на японската „Нисан Мотър Къмпани“, специализирано в производството на луксозни автомобили.
Създадено през 1989 година в Йокохама, през 2012 година „Инфинити“ се премества в Хонконг в съответствие с политиката на компанията за фокусиране върху бързо растящия китайски пазар. През следващите години предприятието започва да произвежда автомобили и извън Япония – в Съединените щати, Китай, Великобритания. През 2017 година продажбите на марката достигат 246 хиляди автомобила.